# 宮川和子
宮川 和子（みやがわ かずこ、1937年3月18日 - ）は、日本の女優、モデル。旧芸名・本名は三宅川 和子（みやがわ かずこ）

## 来歴
東京市本郷区駒込（現：東京都文京区）出身。松竹音楽舞踊学校卒。特技は日本舞踊、洋舞。
大映などに所属したのち、東京赤坂でクラブを経営し、六本木で芸能プロダクションを経営した。芸能プロダクションでは水木襄のマネージャーを務めた。

## 出演作品

### 映画

#### 三宅川和子名義
- 踊子（1957年） - ダンサー ※デビュー作
- 透明人間と蝿男（1957年） - 婦警
- 地上（1957年） - 女学生
- 暖流（1957年） - 看護婦
- 俺たちは狂ってない（1958年） - 女生徒
- 不敵な男（1958年） - 絹江
- 母の旅路（1958年） - 町子
- 別れたっていいじゃないか（1958年） - ユリ
- ごめん遊ばせ花婿先生（1958年） - 久美子
- 親不孝通り（1958年） - 女子大生
- 初夜なき結婚（1959年） - 亨子
- 最高殊勲夫人（1959年） - 岩崎豊子
- 息子（1959年） - 陽子
- 女の教室（1959年） - 細谷和子
- 夜の闘魚（1959年） - テストを受ける踊子
- 一刀斎は背番号6（1959年） - 水着のダンサー
- 私の選んだ人（1959年） - 田村ユミ
- 氾濫（1959年） - 恵美子
- 電話は夕方に鳴る（1959年） - 婦人警官
- 暴風圏（1959年） - 美沙の友人
- 美貌に罪あり（1959年） - 春枝
- 実は熟したり（1959年） - 桑野典子
- 闇を横切れ（1959年） - 女学生

#### 宮川和子名義
- セクシー・サイン 好き好き好き（1960年） - 花島マリ子
- 女経（1960年） - キャバレーの女給
- あゝ特別攻撃隊（1960年） - のぶ
- 嫌い嫌い嫌い（1960年） - 亀山はるみ
- 女は抵抗する（1960年） - 藤村由紀子
- お嬢さん三度笠（1960年） - お峰
- すれすれ（1960年） - 白木容子
- 東海道ちゃっきり娘（1960年） - お京
- 銀座のどら猫（1960年） - 井村洋子
- 一本刀土俵入（1960年） - お菊
- 月の出の血闘（1960年） - お米
- 薔薇大名（1960年） - お京
- 銀座っ子物語（1961年） - 芸者・秀也
- 花くらべ狸道中（1961年） - ミス狸
- 新夫婦読本 恋愛病患者（1961年） - 佐々木久美子
- お嬢さん（1961年） - 女中・ヨシイ
- 若い仲間（1961年） - 関山公子
- この青年にご用心（1961年） - キリ子
- 女のつり橋（1961年） - エリ子
- おてもやん（1961年） - おとよ
- 投資令嬢（1961年） - 北川晴美
- ドドンパ酔虎伝（1961年） - おしん
- 夜はいじわる（1961年） - 君子
- 女の勲章（1961年） - 白川洋子
- 舞妓の休日（1961年） - 絵美
- 献身（1961年） - トミ
- うるさい妹たち（1961年） - サチ子
- 若い奴らの階段（1961年） - 初江
- 女は夜霧に濡れている（1962年） - 沢村キリ子
- 爛（1962年） - 咲枝
- B・G物語 易入門（1962年） - 丹野トミ子
- 男と女の世の中（1962年） - 北上千枝
- 秦・始皇帝（1962年） - 梅花
- 団地夫人（1962年） - 杉野富子
- 黒の札束（1963年） - 石渡千鶴子
- 温泉あんま（1963年） - 眉美
- 温泉女中（1963年） - 心中する女
- ぐれん隊純情派（1963年） - 妙子
- 温泉巡査（1963年） - 鯉奴
- 大学の纏持ち（1963年） - 信子
- 温泉女医（1964年） - 松子
- アスファルト・ガール（1964年） - 銀子
- フォークで行こう 銀嶺は恋してる（1966年） - 臼木左知子
- ハレンチ学園 身体検査の巻（1970年） - シスター・エミリー
- 可愛い悪女（1971年） - 高松女史

### テレビドラマ
- いたずらお姉さん
- うすゆき
- 青年同心隊 第12話「若さでぶっとばせ」（1965年、TBS）- 折鶴おせん
- ウルトラセブン 第41話「水中からの挑戦」（1968年） - カメラマン・藤島玲子
- 江戸川乱歩シリーズ 明智小五郎
- 大岡政談 池田大助捕物帳
- 空手風雲児
- キイハンター
- 気ンなるあいつ
- 告別療法
- 乞食会社と泥棒会社
- ザ・ガードマン
- 事件記者
- 純愛シリーズ
- 0のアングル
- ただいま離婚中
- 鉄道公安36号
- 特別機動捜査隊（貞子 ほか）
- 謎の双曲線
- 二十四歳の憂うつ
- にっぽん道中記
- 半七捕物帳
- PR野郎
- ひとびとの葬送
- 部長刑事
- 冬の表情
- プレイガール
- プロフェッショナル
- 報酬は一割
- 若い季節